# メイベル
メイベル（英: Mabel、1996年2月2日 - ）は、イギリスのシンガーソングライター。シングル「Don't Call Me Up」は、2019年の英国人女性アーティストとして最大の売り上げを記録し、2019年8月2日にデビュー・アルバム『ハイ・エクスペクテーションズ』を発売した。　

## 生い立ち
ミュージシャンの母であるネナ・チェリー、マッシヴ・アタックのプロデューサーとして活躍するキャメロン・マクヴェイとの間に生まれた。

## 経歴
2015年に「Know Me Better」をリリース。2019年1月に発売したシングル「Don't Call Me Up」が全英3位を記録。

## ディスコグラフィ

### スタジオ・アルバム
- 『ハイ・エクスペクテーションズ』 - High Expectations (2019年、Polydor)

### ミックステープ
- Ivy to Roses (2017年、Polydor)

### EP
- Bedroom (2017年、Polydor)
- Stripped Session (2019年、Polydor)